# Paso de las Toscas

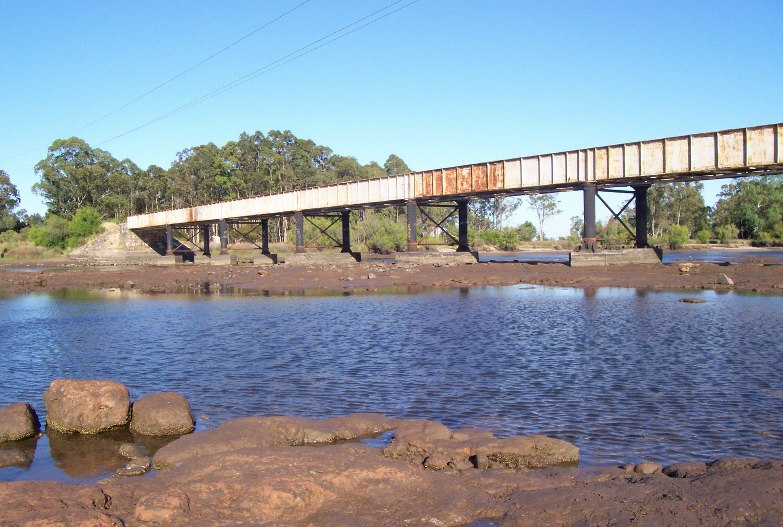
Paso de las Toscas en el arroyo Solís Chico

El Paso de las Toscas es un lugar de cruce de relevancia histórica ubicado en el Arroyo Solís Chico, en el extremo norte del Balneario Parque del Plata, en la Costa de Oro (Uruguay). A unos 2,5 km de la desembocadura del Río de la Plata, el lecho está conformado por rocas de Tosca (roca) arcillosa de color terracota o rojiza, de ahí la procedencia del topónimo. Con el tiempo el calificativo se extendió, al bañado circundante, al camino que lo cruzaba, y a toda la comarca. 
El sitio es plenamente identificable, porque a fines del siglo XIX, se construyó en el lugar, un puente ferroviario de hierro. El arroyo tiene en esa parte 120 metros de ancho y es muy fácil de vadear aún hoy que ya no se utiliza. 
El paso era utilizado desde tiempos inmemoriales apareciendo en algunas leyendas nativas como el Paso del Río de la Luna. Para cuando se hicieron las primeras reparticiones de tierras, en el año 1728, tanto el Arroyo Solís Chico como paso de las Toscas, eran nombres conocidos. Para el año 1790 el exjesuita Lucas Marton con su esposa Maymboré y un grupo de nativos, crean un pequeño caserío que sobrevivió apenas una década a la muerte del ex sacerdote. 
El camino del Paso de las Toscas, antes del desarrollo urbano que trajo el Siglo XX, formaba un pasaje seguro entre las dunas intransitables del sur y las ciénagas. Por esta ruta, transitaban algunas carretas y tropas. 
A fines del Siglo XIX con la construcción de la vía férrea se creó una estación de trenes a 5 km del paso, cuyo nombre fue Estación Las Toscas. Poco tiempo después con la creación del balneario Atlántida a 2 km al sur, el pueblo que se formó en torno a la actividad del balneario se integró a éste, pasando la estación y la localidad a denominarse Estación Atlántida. 
Existen aún, dos fracciones de la vieja región, que perpetúan el nombre original como es el caso del Balneario Las Toscas, distante a unos 3 km y el bañado contiguo al paso.